# Raffaele Schiattarella
Raffaele Schiattarella (Napoli, 1839 – palermo, 19 settembre 1902) è stato un giurista italiano.
Insegnò diritto internazionale all'università di Siena e, dal 1881, filosofia del diritto in quella di Palermo. Fu uno dei sostenitori del positivismo giuridico in Italia.